# Stanisław Kempiński
Stanisław Kempiński (ur. 11 lutego 1869 w Łodzi, zm. 21 lutego 1931 tamże) – polski inżynier chemik, doktor nauk, pracował na kierowniczych stanowiskach w polskich i zagranicznych fabrykach.
Syn łódzkiego kupca Izydora Kempińskiego i Franciszki z d. Gros. 
Ukończył w 1888 r. Wyższą Szkołę Rzemieślniczą w Łodzi. 
Ukończył w 1891 r. studia na wydziale chemicznym politechniki w Zurychu i następnie na Sorbonie, gdzie uzyskał doktorat pod kierunkiem profesorów L. Pasteura i C. Friedla.
Przez pewien czas pracował w paryskim laboratorium Friedla. 
Po powrocie do Łodzi pracował jako chemik kolorysta w fabryce tkanin bawełnianych Spółki Akcyjnej Szaji Rosenblatta. 
Później wyjechał do Frankfurtu nad Menem, gdzie objął kierownicze stanowisko w tamtejszej znanej fabryce barwników anilinowych Leopolda Cosella. 
Po odzyskaniu w 1918 r. niepodległości przez Polskę wrócił do kraju, do Łodzi i został dyrektorem Państwowego Zakładu Badania Żywności i Przedmiotów Użytku w Łodzi, wyodrębnionego 14 listopada 1918 r. z Instytutu Higienicznego, założonego w 1915 r. przez okupacyjne władze niemieckie. 
Należał do Stowarzyszenia Techników w Łodzi.
Zmarł 21 lutego 1931 r. i został pochowany na nowym cmentarzu żydowskim przy ul. Brackiej w Łodzi (str. L, kw. F, nr grobu 65),.